# Ersatz
Pour l’article homonyme, voir Ersatz (album).
 (septembre 2014).
Si vous disposez d'ouvrages ou d'articles de référence ou si vous connaissez des sites web de qualité traitant du thème abordé ici, merci de compléter l'article en donnant les références utiles à sa vérifiabilité et en les liant à la section « Notes et références ».
Un ersatz [ɛʁ.zats], aussi appelé succédané, est un « sous-équivalent », souvent considéré de moindre qualité, d'un système ou d'un produit considéré. Il s'agit d'un substitut parfois peu, voire pas du tout, efficace ou d'un sujet dénaturé peu convaincant.

## Étymologie
Le mot Ersatz vient de la langue allemande, dans laquelle il signifie « produit de remplacement ». Il est mentionné en français en 1916, en raison du contexte de l'économie militaire de l'époque durant la Première Guerre mondiale.

## Ersatz en chimie
Pendant la Révolution française et le Premier Empire, de nombreux produits de remplacement ont été demandés aux scientifiques. Le mélange graphite-plomb a ainsi remplacé le graphite pur dans les crayons à papier (Conté), créant ainsi les différents grades de dureté comme celui noté « HB » sur les crayons à papier modernes.
Le celluloïd aurait été mis au point pendant la guerre de Sécession, le blocus imposé aux Sudistes ayant rendu impossible l'importation de l'ivoire d'éléphant, avec lequel on confectionnait jusqu'alors les boules de billard.
La Première et la Seconde Guerre mondiale ont contraint l'industrie chimique allemande à élaborer de nombreux ersatz de produits devenus indisponibles : par exemple le Buna en remplacement du caoutchouc naturel ou encore l'essence synthétique préparée à partir du charbon par le procédé Fischer-Tropsch.

## Ersatz dans l'alimentation
Depuis l'Antiquité, les laits d'origine animale sont les ersatz les plus courants, en remplacement du lait maternel. Ceci est une solution généralement moins chère que l'emploi de nourrices.
Pendant la Révolution française et le Premier Empire, le sucre de betterave remplaça le sucre de canne et la chicorée le café.
Au XXIe siècle, le lait artificiel constitue un ersatz du lait maternel très courant dans les pays développés. Ces ersatz sont parfois décriés au profit du partage du lait.
Dans les pays en développement, ces ersatz sont parfois décriés pour des raisons économiques.
Plus généralement, un ersatz alimentaire est un produit qui remplace, souvent imparfaitement, un autre produit, souvent plus rare et plus cher. On dit aussi un succédané. Ainsi, la chicorée est un ersatz de café, la margarine du beurre, les œufs de lump du caviar, etc. Selon leur qualité de fabrication, ces ersatz sont le plus proche possible de l'original, par exemple la margarine est constituée de lipides, comme l'est le beurre. Néanmoins, la copie étant imparfaite, les ersatz ont généralement l'avantage de mieux se conserver et l'inconvénient d'être très faibles en vitamines et en minéraux.
L'aspartame et la stévia sont des ersatz, au sens « produits de remplacement » du sucre, dont ils ont le goût mais aucunement la nature nutritive. On peut alors parler de produits de substitution, par exemple pour un régime pauvre en calories.

## Ersatz en médecine
En médecine, un ersatz est un substitut de moindre qualité d'une substance pharmaceutique.
Il ne faut pas opérer d'amalgame avec les médicaments génériques qui ne sont pas des ersatz mais de vrais médicaments utilisant les mêmes molécules que celles brevetées, mais entrées dans le domaine public.

## Ersatz en philosophie
En philosophie, un ersatz est un élément représentatif d'un tout non significatif de ce tout.
Il s'agit d'une parcelle, d'un morceau, d'un détail, qui, considéré individuellement, représente l'ensemble de manière insignifiante, déformée par réduction ou simplification et faisant abstraction de la relativité du tout.
Exemple : un ersatz de connaissance signifie une connaissance limitée, un bout de connaissance ou un détail qui n'a aucune crédibilité possible puisque ignorant toute relativité avec La Connaissance en général, puisque ignorant si cette parcelle de connaissance considérée individuellement n'est pas caduque relativement à la connaissance réelle et totale connue.

## Ersatz militaire
Dans le domaine militaire, le terme allemand Ersatz, qui correspond au terme français « remplacement », indique une troupe de réserve militaire : l'Ersatz-Division était formée par des compagnies, des bataillons de remplacement (Ersatz-Bataillone).